# Klaudia Kulon
Klaudia Kulon (* 13. März 1992 in Koszalin) ist eine polnische Schachspielerin.

## Leben

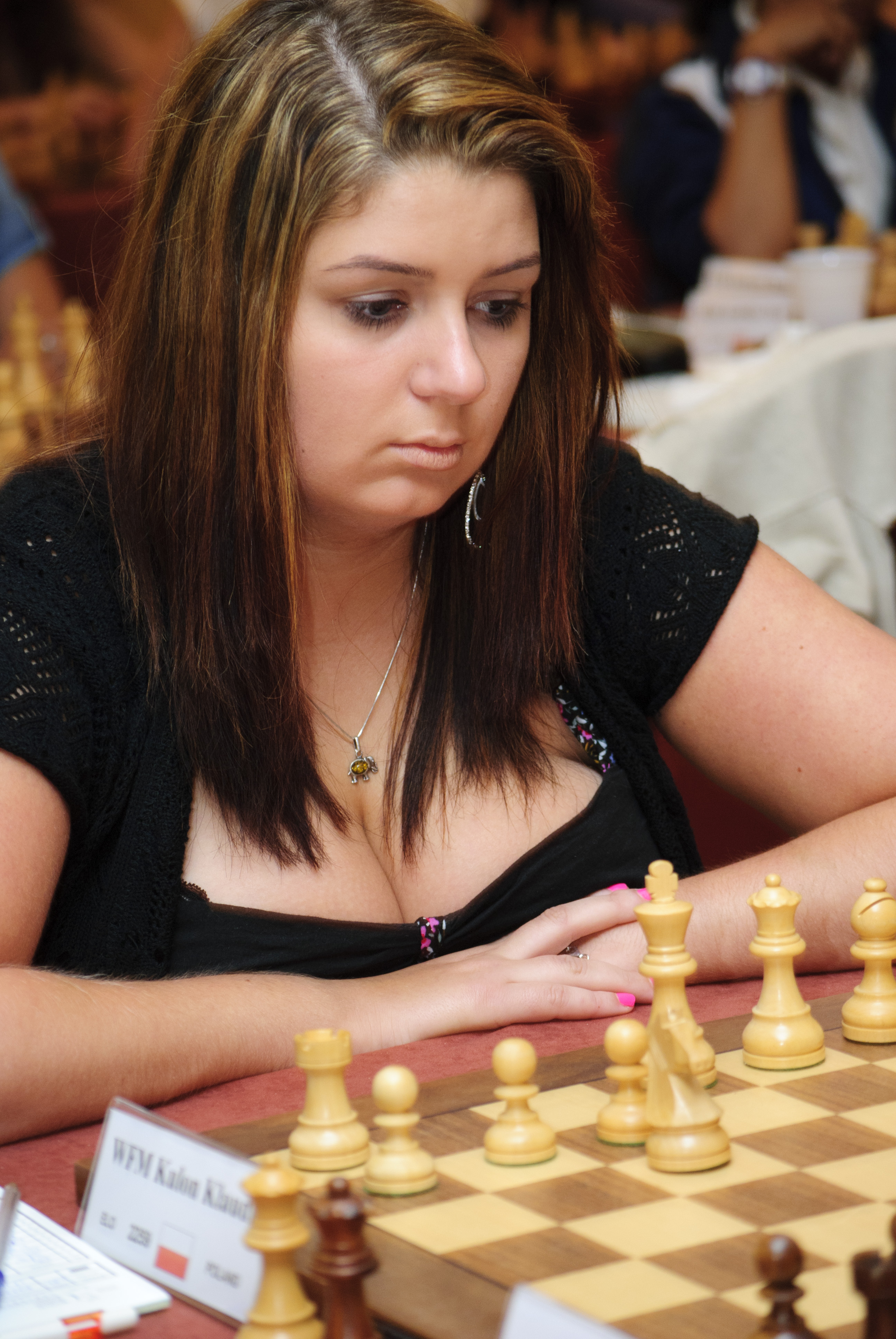
Klaudia Kulon, Athen 2012

Klaudia Kulon wuchs in Koszalin auf und besuchte dort eine weiterführende Schule. Sie studiert Unternehmensführung und Production Engineering an der Technischen Universität Posen.

## Erfolge
Sie konnte mehrere polnische Jugendmeisterschaften gewinnen. 2004 gewann sie die U12-Weltmeisterschaft der Mädchen in Iraklio (dafür erhielt sie den Titel FIDE-Meister der Frauen, WFM) und 2006 die U14-WM der weiblichen Jugend in Batumi. Bei der Jugend-WM 2008 in Vũng Tàu wurde sie in der Altersklasse U16 weiblich hinter Nasi Paikidse Zweite; ebenfalls den zweiten Platz belegte sie bei der U18-Europameisterschaft der Mädchen 2010 in Batumi, diesmal hinter Keti Zazalaschwili.
Die polnische Einzelmeisterschaft der Frauen im Blitzschach gewann sie 2006 in Koszalin. 2009 und 2012, jeweils in Bydgoszcz, wurde sie Zweite. Nachdem sie bei der polnischen Einzelmeisterschaft der Frauen 2014 in Warschau Dritte war sowie 2017 in Warschau und 2020 in Ostrów Wielkopolski Zweite, wurde sie 2021 in Bydgoszcz zum ersten Mal polnische Meisterin der Frauen.
Mit der polnischen U18-Nationalmannschaft der weiblichen Jugend gewann sie 2008 in Szeged die Europameisterschaft, wobei sie eine individuelle Silbermedaille für ihr Ergebnis von 6 Punkten aus 7 Partien am Spitzenbrett erhielt. Für polnische Frauennationalmannschaften (U20, Polen B und Polen A) nahm sie an mehreren Länderkämpfen gegen Vertretungen des Deutschen Schachbundes teil. Im November 2013 spielte sie bei der Mannschaftseuropameisterschaft in Warschau2 am Spitzenbrett der zweiten polnischen Frauenmannschaft, 2017 spielte sie am vierten Brett der polnischen Frauenmannschaft und erreichte dabei das drittbeste Einzelergebnis. Bei der Schacholympiade 2014 in Tromsø war sie Reservespielerin der polnischen Frauenmannschaft, bei der Schacholympiade 2016 in Baku erreichte sie mit der polnischen Frauenmannschaft den zweiten Platz und in der Einzelwertung am vierten Brett den dritten Platz. Auch bei der Schacholympiade 2018 in Batumi spielte Kulon am vierten Brett der polnischen Frauenauswahl. Bei der Mannschaftsweltmeisterschaft der Frauen spielte sie 2015 am Reservebrett, 2017 am vierten Brett.
In Polen spielte Kulon früher für Hetman-Politechnika Koszalińska. Mit der Mannschaft aus Koszalin gewann sie 2006 (in Koszalin), 2007 (in Mielno) und 2009 (in Bydgoszcz) die polnische Frauenmannschaftsmeisterschaft im Blitzschach und nahm 2010 an der polnischen Mannschaftsmeisterschaft der Frauen teil. Bei der polnischen Mannschaftsmeisterschaft spielte sie 2013 für AZS Politechnika Poznańska-Pocztowiec, 2014 für TS Wisła Kraków sowie 2016, 2018 und 2020 für LKS "Wrzos" Międzyborów. In der griechischen Mannschaftsmeisterschaft 2009 spielte sie für den Verein Chan Kalamarias. In der britischen Four Nations Chess League spielte sie in der Saison 2012/13 für die Sambuca Sharks, in der Saison 2015/16 für die Grantham Sharks, in der Saison 2016/17 für Wood Green Hilsmark Kingfisher und in der Saison 2018/19 für die Celtic Tigers, in der deutschen Frauenbundesliga spielte sie in den Saisons 2014/15 und 2015/16 für den Hamburger SK, seit der Saison 2016/17 in der 1. und 2. Frauenbundesliga für den BSV Weiß-Blau Allianz Leipzig.
Seit Januar 2013 trägt Klaudia Kulon den Titel Internationaler Meister der Frauen (WIM). Die Normen hierfür erzielte sie bei der von Monika Soćko gewonnenen polnischen Einzelmeisterschaft der Frauen im Februar 2008 in Krakau mit Übererfüllung, bei der sie den sechsten Platz belegte, bei der U18-EM im September 2010 sowie bei der U20-WM im August 2011 in Chennai (Norm nach 9 von 13 Runden). Im November 2014 wurde Kulon zur Großmeisterin der Frauen (WGM) ernannt, die erforderlichen Normen erfüllte sie bei der Mannschaftseuropameisterschaft der Frauen 2013 in Warschau, bei der polnischen Einzelmeisterschaft der Frauen im März 2014 in Warschau und im August 2014 bei der Hochschulweltmeisterschaft der Frauen in Katowice. Den Titel Internationaler Meister (IM) trägt sie seit Juni 2019. Die Normen hierfür erzielte sie im Juni 2016 beim Gyula Sax Memorial in Zalakaros, bei dem sie gegen die Großmeister Kidambi Sundararajan und Oleh Romanyschyn gewinnen konnte, bei der Mannschaftsweltmeisterschaft der Frauen 2017 in Chanty-Mansijsk sowie mit Übererfüllung im April 2018 bei der Einzeleuropameisterschaft der Frauen in Vysoké Tatry.
Mit ihrer höchsten Elo-Zahl von 2415 im August 2024 lag sie hinter Alina Kaschlinskaja und Monika Soćko auf dem dritten Platz der polnischen Elo-Rangliste der Frauen.